# Ремю
Ремю́ (фр. Raimu, справжні ім'я і прізвище — Жуль Огю́ст Сеза́р Мюре́р (фр. Jules Auguste Cesar Muraire); 18 грудня 1883, Тулон, Вар, Франція — 20 вересня 1946, Нейї-сюр-Сен, Франція) — французький театральний і кіноактор. Поряд з Гаррі Бором був одним з найзначиміших акторів французького театру і кіно 1930-років. Орсон Веллс називав Ремю «найвидатнішим актором, який коли-небудь жив».

## Життєпис
Жуль Огюст Сезар Мюрер народився 18 грудня 1883 року в Тулоні у сім'ї ткача Жозефа Марі Антуана та Єлизавети Муцій Сцевола. Почав свою акторську кар'єру 15 червня 1900 року в 16-річному віці. Виступав в мюзик-холах і вар'єте під сценічним псевдонімом Raimut (пізніше Raimu). З 1908 Ремю працював суфлером у театрі Alhambra у Марселі, потім поступив до театру Alcazar. З 1920-х років працював в паризьких драматичних театрах. З 1943 року був актором театру «Комеді Франсез».
У 1910 році Ремю дебютував в німому кіно. Спочатку в театрі, а потім і в кіно актор створив образ французького провінціала, жителя Марселя з характерними для цього міста гумором, говором і манерою поведінки.
Знімався у фільмах відомих французьких режисерів Марка Аллегре, Анрі Декуа, Жульєна Дювів'є, П'єра Коломб'є, П'єра Біллона. Найбільшого успіху досяг у фільмах за п'єсами Марселя Паньоля — «Маріус» (1931, реж. Александр Корда), «Фанні» (1932, реж. Марк Аллегре) і «Сезар» (1936, реж. Марсель Паньоль), в яких виконав роль Сезара Олів'є.
Серед акторських удач Ремю — головні ролі у фільмах «Біле і чорне» (Марсель, 1931, реж. Марк Аллегре), «Тартарен із Тараскона» (Тартарен, 1934, реж. Реймон Бернар), «Промріємо» (чоловік, 1936, реж. Саша Гітрі), «Донька землекопа» (Паскаль Аморетті, 1940, реж. Марсель Паньоль), «Арлезіанка» (Марк, 1942, реж. Марк Аллегре).
Останньою роботою Ремю в кіно стала головна роль у фільмі П'єра Біллона за романом Ф. Достоєвського «Людина в котелку» (фр. L'homme au chapeau rond) (Микола Павлович, 1946).
Ремю помер 20 вересня 1946 року на лікарняному ліжку в Нейї-сюр-Сен, уві сні від серцевого нападу, викликаного ускладненнями після анестезії під час відносно невеликої операцію на нозі. Похований на міському цвинтарі Тулона.

## Фільмографія (вибіркова)
| Рік  |   | Українська назва      | Оригінальна назва            | Роль                                           |
| ---- | - | --------------------- | ---------------------------- | ---------------------------------------------- |
| 1931 | ф | Біле і чорне          | Le blanc et le noir          | Марсель                                        |
| 1931 | ф | Маріус                | Marius                       | Сезар Олів'є                                   |
| 1931 | ф | Мадемуазель Нітуш     | Mam'zelle Nitouche           | Селестен / Флорідор                            |
| 1932 | ф | Маленька шоколадниця  | La petite chocolatière       | Фелісьєн Бедаррід                              |
| 1932 | ф | Забави ескадрону      | Les gaîtés de l'escadron     | капітан Урлюре                                 |
| 1932 | ф | Фанні                 | Fanny                        | Сезар Олів'є                                   |
| 1934 | ф | Тартарен із Тараскона | Tartarin de Tarascon         | Тартарен                                       |
| 1934 | ф | Ці пани з Санте       | Ces messieurs de la santé    | Жуль Тафар, він же Гедеон                      |
| 1936 | ф | Секрет Полішинеля     | Le secret de Polichinelle    | мосьє Жувенель                                 |
| 1936 | ф | Близнюки Брайтона     | Les jumeaux de Brighton      | Альфред Бужерар і обидва сини Алілла           |
| 1936 | ф | Король                | Le roi                       | мосьє Бурдьє                                   |
| 1936 | ф | Сезар                 | César                        | Сезар Олів'є                                   |
| 1936 | ф | Помріємо...           | Faisons un rêve...           | чоловік                                        |
| 1937 | ф | Вам нічого сказати?   | Vous n'avez rien à déclarer? | Жуль Папілло                                   |
| 1937 | ф | Перлини корони        | Les perles de la couronne    | марсельський промисловець                      |
| 1937 | ф | Бальний записник      | Un carnet de bal             | Франсуа Патіс                                  |
| 1937 | ф | Простофіля            | Gribouille                   | Каміль Морестан                                |
| 1937 | ф | Королі спорту         | Les rois du sport            | Жуль                                           |
| 1938 | ф | Дивний пан Віктор     | L'étrange Monsieur Victor    | Віктор Ажардан                                 |
| 1938 | ф | Дружина пекаря        | La femme du boulanger        | Анабель Кастаньє                               |
| 1938 | ф | Герой Марни           | Le héros de la Marne         | Бертран Лефрансуа                              |
| 1939 | ф | Кокосовий горіх       | Noix de coco                 | Лулу Барбентан                                 |
| 1939 | ф | Остання молодість     | Dernière jeunesse            | Жорж                                           |
| 1940 | ф | Донька землекопа      | La fille du puisatier        | Паскаль Аморентті                              |
| 1940 | ф | Батько і син          | Untel père et fils           | дядько Жюль Фроман                             |
| 1941 | ф | Дуель                 | Le duel                      | батько Боллен                                  |
| 1941 | ф | Парад семи ночей      | Parade en 7 nuits            | панотець Маффре, парафіяльний священик з Ле Бо |
| 1942 | ф | Незнайомці у будинку  | Les inconnus dans la maison  | пан Нестор Лорса                               |
| 1942 | ф | Мосьє Миша            | Monsieur La Souris           | Мосьє Миша                                     |
| 1942 | ф | Арлезіанка            | L'arlésienne                 | Марк                                           |
| 1942 | ф | Дурнички              | Les petits riens             | Шарпільон                                      |
| 1943 | ф | Полковник Шабер       | Le colonel Chabert           | полковник Гіацинт Шабер                        |
| 1946 | ф | Жебраки в раю         | Les gueux au paradis         | Буле                                           |
| 1946 | ф | Людина в котелку      | L'homme au chapeau rond      | Микола Павлович Трусоцький                     |

## Визнання
| Рік            | Категорія      | Фільм          | Результат |
| -------------- | -------------- | -------------- | --------- |
| Премія «Сезар» |                |                |           |
| 1983           | Поческий Сезар | Поческий Сезар | Перемога  |